# Steinreihe von Eightercua
Die Steinreihe von Eightercua (irisch Sraith Ghalláin Íochtar Cua) liegt auf der Iveragh-Halbinsel an der Straße, die von Waterville nach Süden führt und als Teilstück des Ring of Kerry im County Kerry in Irland bekannt ist. Das Alignement wird auf das Jahr 1700 v. Chr. datiert.
Die vier Steine stehen in einer etwa neun Meter langen Reihe und erreichen Höhen bis zu drei Metern. Die Reihe scheint der Rest einer komplexen Struktur gewesen zu sein. Es gibt Spuren einer angrenzenden Megalithanlage. 

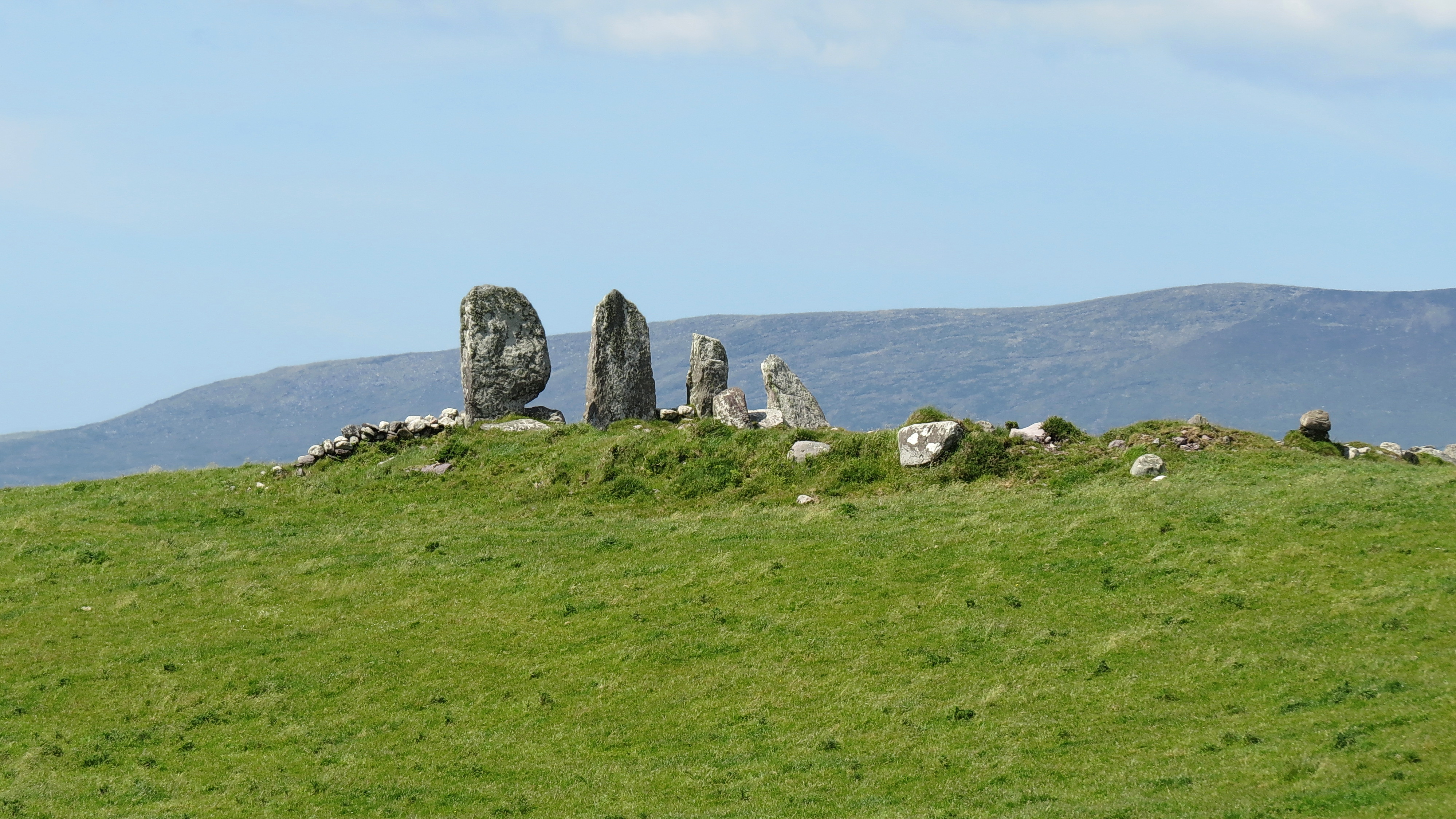
Eightercua am Ring of Kerry

Etwa 80 Steinreihen sind in den Countys Cork und Kerry bekannt. Sie wurden oft an erhöhten Stellen errichtet. Die Anzahl der Steine variiert, liegt aber im Allgemeinen zwischen drei und sechs. Steinreihen treten in Ulster oft im Zusammenhang mit Steinkreisen auf und enthalten mehr, aber beträchtlich kleinere Steine als jene in Munster. 

## Legende
Nach der lokalen Tradition ist Eightercua die Grabstätte von Scéine, der Frau von Amergin, dem Oberhaupt der Milesier. Der im Lebor Gabála Érenn angegebene Zeitraum ihrer mythologischen Ankunft in Irland entspricht zufälligerweise etwa dem Entstehungszeitraum der Steinreihe.